# Murder à la Mod
Murder a la Mod (titlu original: Murder à la Mod) este un film american din 1968 regizat de Brian De Palma. Este primul său lungmetraj ca regizor și scenarist. Un film experimental de crimă de mister, cu buget redus, a fost produs pe un film alb-negru de 16 mm. După o lansare limitată în cinematografe, filmul a fost văzut rar până la reeditarea sa pe DVD în 2006.  Rolurile principale au fost interpretate de actorii Andra Akers și William Finley.

## Prezentare
O tânără actriță este găsită moartă. A fost înjunghiată de mai multe ori în ochi cu un cuțit pentru gheață. Uciderea sa este prezentată de trei ori, în trei stiluri și din trei puncte de vedere diferite.

## Distribuție
- Andra Akers - Tracy
- William Finley - Otto
- Margo Norton - Karen
- Jared Martin - Chris
- Ken Burrows - Wiley
- Jennifer Salt - a 'Bird'